# آکاسیای ماکرادنیا
آکاسیا ماکرادنیا (نام علمی: Acacia macradenia) نام یک گونه از سرده آکاسیا است.